# The Destroyers (film 1916)
The Destroyers è un film muto del 1916 diretto da Ralph W. Ince (Ralph Ince).
La sceneggiatura si basa sul racconto Peter God di James Oliver Curwood, inserito in seguito in Back to God's Country and Other Stories, libro di racconti che fu pubblicato a New York nel 1920.

## Trama
Raccontando a Josephine, la donna che ama, di un eremita che lo ha salvato e curato, l'agente della polizia a cavallo Philip Curtis, quando fa il nome del suo salvatore, Peter God, provoca in Josephine grande emozione. Lei chiede al poliziotto di portare a Peter God una sua lettera. Quando ritrova l'uomo - che vive solo nei boschi - malato e febbricitante, Philip gli consegna la missiva di Josephine. Peter allora gli racconta che anni prima lui e Josephine erano stati sposati. Lui, però, l'aveva lasciata quando era dovuto fuggire in seguito alle accuse di Lawlor, il candidato sindaco che lui aveva cercato di denunciare come un politico corrotto. Lawlor, per liberarsi di Peter, lo aveva falsamente accusato di un omicidio che invece aveva commesso lui.
Quando Peter finisce il suo racconto, nella capanna entra Josephine che aveva seguito Philip fino a lì. La donna si prende cura del marito a cui racconta che Lawlor ha finalmente confessato i suoi crimini. Philip li lascia soli, cercando consolazione per il suo amore infelice nella solitudine delle grandi foreste.

## Produzione
Il film fu prodotto dalla Vitagraph Company of America.

## Distribuzione
Distribuito dalla V-L-S-E, il film uscì nelle sale cinematografiche statunitensi il 5 giugno 1916.